# Anoscopus albifrons
Anoscopus albifrons là một loài côn trùng trong họ Họ Rầy xanh. Loài này được Carl Linnaeus mô tả lần đầu tiên vào năm 1758, trong ấn bản thứ 10 của cuốn sách Systema Naturae của ông. Nó phân bố trên khắp châu Âu, quần đảo Azores, một phần của Hoa Kỳ và Canada. Nó sinh sống ở những vùng đồng cỏ và trên cây thân thảo, có hoa lá rộng.

## Phân loài
Anoscopus albifrons có hai phân loài hiện được công nhận. Tuy nhiên, loài này không khác nhiều so với A. limicola và A. duffieldi, và có khả năng là cùng loài với chúng. Nó tạo thành một quần thể giao phối với limicola, và duffieldi có thể được coi là một phân loài thích nghi đặc biệt.
- A. a. albifrons (Linnaeus, 1758)
- A. a. mappus Guglielmino và Bückle, 2015

## Miêu tả

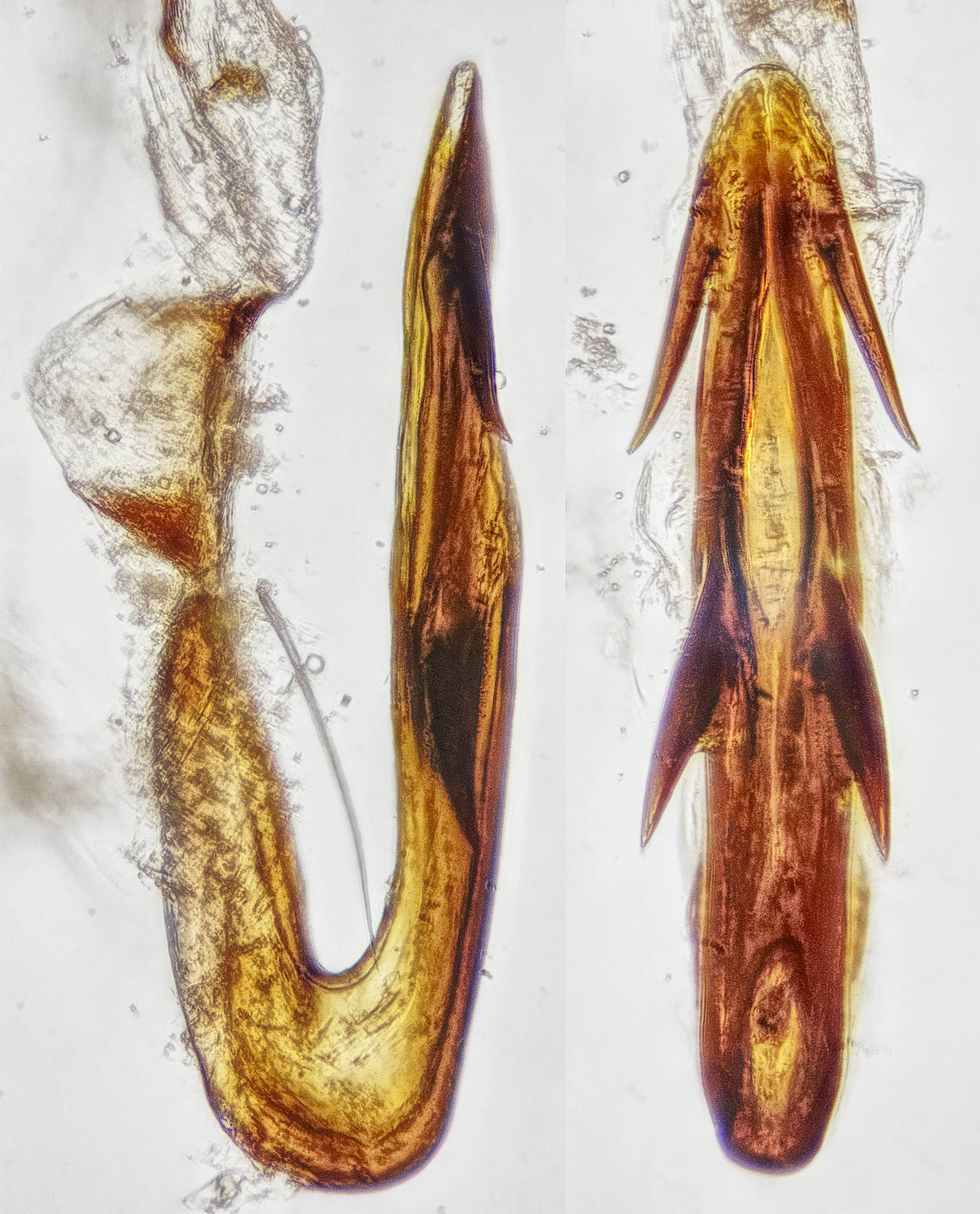
Thể giao cấu của con đực Anoscopus albifrons

Con đực Anoscopus albifrons dài 3–4 mm (0,12–0,16 in), trong khi con cái dài 4–5 mm (0,16–0,20 in). Giống như các loài khác trong chi Anoscopus, A. albifrons có đỉnh đầu tròn và hoa văn đặc biệt. Tuy nhiên, cả con đực và con cái vẫn khó phân biệt, mặc dù đôi khi có thể xác định được con đực từ các bức ảnh.
Con đực của loài này có các dải ngang màu nhạt thay đổi và chỉ có thể được phân biệt với A. limicola, A. albiger và A. duffieldi bằng cách kiểm tra thể giao cấu của chúng. Con cái có màu hơi nâu và nhiều đốm, với các đặc điểm tương tự con cái của A. duffieldi.

## Phân bố và môi trường sống
Loài này có nguồn gốc từ châu Âu, được tìm thấy ở Bồ Đào Nha, Pháp, Ý, Đức, Bỉ, Hà Lan, Luxembourg, Áo, Đan Mạch, Thụy Điển, Na Uy, Phần Lan, Latvia, Estonia, Vương quốc Anh và Đảo Man. Ngoài ra, nó đã được đưa đến Azores. A. albifrons cũng đã được du nhập vào Bắc Mỹ, ở vùng Ngũ Đại Hồ và Tây Bắc Thái Bình Dương.